# Accio
Accio is een toverspreuk uit de Harry Potterboekenreeks van de Britse schrijfster J.K. Rowling.
In de toverwereld uit de Harry Potterboeken staat deze spreuk beter bekend als de Sommeerspreuk: je sommeert een voorwerp om naar je toe te komen. De tegenhanger van de Sommeerspreuk is de Banvloek, waarmee je voorwerpen afstoot. Meestal wordt gezegd welk voorwerp gesommeerd wordt (Accio - voorwerp), maar dat is niet noodzakelijk.

## Voorkomen in de boeken
De Sommeerspreuk werd onder meer toegepast door Harry Potter in het boek Harry Potter en de Vuurbeker, toen hij tijdens de eerste opdracht van het Toverschool Toernooi zijn bezem nodig had die nog in het schoolgebouw lag. Voorafgaand aan deze opdracht heeft Harry samen met zijn beste vriendin Hermelien Griffel uitgebreid en lang geoefend omdat hij de spreuk nog niet onder de knie had. Professor Anderling heeft de twee zelfs toestemming gegeven om een leegstaand lokaal te gebruiken voor deze gelegenheid. Verderop in het boek gebruikt Harry de spreuk ook om de Toverschool Trofee naar zich toe te laten komen. Molly Wemel gebruikt de spreuk ook om het magische snoepgoed van Fred en George te sommeren dat ze probeerden om het huis uit te smokkelen.
Ook in de andere boeken komt de spreuk voor, zo gebruiken bijvoorbeeld de Dooddoeners de spreuk ook om in het Departement van Mystificaties (een afdeling binnen het Ministerie van Toverkunst) Harry de glazen bol met de profetie afhandig te maken die hij vasthoudt.
De spreuk heeft slechts effect wanneer men zich heel sterk concentreert op het te verplaatsen voorwerp.

## Herkomst
Accio is Latijn voor: 'ik roep op'.

## De spreuk in de games
In Harry Potter en de Vuurbeker wordt de spreuk gebruikt om voorwerpen naar de speler toe te brengen.
In de PlayStation 2-, computer- en Wii-versie van het vijfde spel komt de spreuk ook voor, voor het eerst op Grimboudplein 12. Daar moet Ginny spullen opruimen en moet de speler haar helpen door alle voorwerpen naar de muur te verplaatsen met de spreuken "Accio" en "Depulso".